# Dwór szachulcowy we Wrocławiu
Dwór szachulcowy we Wrocławiu (niem.  Gutshaus, Erbhof Blaurock) – zabytkowy dwór szachulcowy z XVI wieku wybudowany we Wrocławiu, na osiedlu Oporów.

## Historia budynku
Dwór został wzniesiony w 1550 roku, (2 ćw. XVI wieku) prawdopodobnie dla zarządcy dóbr, należących do 1810 roku do krzyżowców z Czerwoną Gwiazdą lub kapituły katedralnej lub do sołtysa wsi Oporów. Przebudowywany w XVII, oraz w 1930. Po 1810 roku przeszedł w ręce rodziny Otto, a następnie Blaurock, której własność stanowił do 1945 roku.

## Opis architektoniczny
Budynek wzniesiony został jako jednopiętrowy, z wysokim poddaszem dwór, na rzucie w kształcie litery "T", dwutraktowy z sienią przelotową pośrodku, co stanowiło wyjątek wśród podobnych mu dworów renesansowych czy barokowych. Część parterowa jest murowana i stanowi podstawę dla szachulcowej konstrukcji. Budynek pokryty jest dachem dwuspadowym, przy czym połać wysunięta jest poza lico ściany kalenicowej w przeszłości zakrywająca krużganek. We wcześniejszych latach, na piętrze, wzdłuż elewacji frontowej, znajdowała się otwarta drewniana galeria, zbudowana na wzór wrocławskich i dolnośląskich kamienic. Galerie takie występowały na tylnych ścianach m.in. na budynkach położonych na Przedmieściu Świdnickim. Na ścianie szczytowej kratownica ryglowa zagęszcza się i tworzy krzyż św. Andrzeja, figury dzikiego męża oraz K-kształtne formy charakterystyczne dla budowli szkieletowych z grupy środkowo-niemiecko-frakońskich. We wnętrzu znajdował się wczesnorenesansowy portal. Według Bogusława Czechowicza "Prostokątny otwór drzwiowy obramiony był w nim od 1/3 wysokości przenikającymi się laskowaniami i motywem skręconego sznura".

## Po 1945
Po 1945 roku dwór zamieszkiwali pracownicy Państwowego Gospodarstwa Rolnego; w sumie miał trzydziestu sześciu różnych właścicieli. W 2016 roku właścicielem dworu był wrocławski architekt Marcin Dziewoński. Z powodu wieloletnich zaniedbań dwór znajduje się w bardzo złym stanie technicznym.

## Publikacje
- Hanna Górska: Wrocławska drewniana architektura szkieletowa. Wrocław: Muzeum Miejskie Wrocławia, 2004.
- Rafał Eysymontt, Jerzy Ilkosz, Agnieszka Tomaszewicz, Jadwiga Urbanik (red.): Leksykon architektury Wrocławia. Wrocław: Via Nova, 2011.